# The Breakers
The Breakers è una magione dei Vanderbilt situata a Newport nello stato del Rhode Island negli Stati Uniti e avente la classificazione di National Historic Landmark.
The Breakers fu costruita tra il 1893 e il 1895 come residenza estiva da Cornelius Vanderbilt II, un membro della facoltosa famiglia statunitense dei Vanderbilt. Progettata in stile rinascimentale italiano dal rinomato architetto Richard Morris Hunt, con le decorazioni interne di Jules Allard and Sons e Ogden Codman, Jr., le 70 camere della magione hanno una superficie lorda di oltre 11.500 metri quadrati, di cui 5.800 di superficie abitabile su cinque piani.
L'ingresso di Ochre Point Avenue è caratterizzato da cancelli in ferro scolpiti che fanno parte di una recinzione che circonda tutta la proprietà tranne il lato che si affaccia sull'Oceano Atlantico.